# Francesco Giorgi (judoka)
Francesco Giorgi (ur. 19 lutego 1970) – włoski judoka. Olimpijczyk z Atlanty 1996, gdzie zajął 21. miejsce w wadze lekkiej.
Piąty na mistrzostwach świata w 1995. Startował w Pucharze Świata w latach 1993, 1995–1999.

## Letnie Igrzyska Olimpijskie 1996
| Konkurencja | Eliminacje                | Klas. końcowa |
| Konkurencja | Przeciwnik I              | Miejsce       |
| ----------- | ------------------------- | ------------- |
| 65 kg       | Michel de Almeida (POR) P | 21.           |